# Титаренко, Вячеслав Васильевич
Вячеслав Васильевич Титаренко (10 сентября 1938 — 22 апреля 1998) — начальник Высшей Краснознамённой школы КГБ СССР имени Ф. Э. Дзержинского, генерал-майор, кандидат юридических наук.

## Биография
В органах государственной безопасности с 1960-х. Окончил 1-й факультет и аспирантуру ВКШ КГБ им. Ф. Э. Дзержинского, работал там же преподавателем. С 1985 по 1988 начальник Высших курсов КГБ в Ташкенте, после чего до мая 1991 на той же должности в Киеве. С мая по октябрь 1991 пребывал в должности заместителя начальника Управления кадров КГБ СССР. С октября по декабрь 1991 являлся начальником Высшей Краснознамённой школы КГБ СССР имени Ф. Э. Дзержинского. После распада Союза ССР числился начальником оной до 1992. Похоронен в Москве на Троекуровском кладбище.

### Звания
- генерал-майор.

### Награды
Награждён орденами Красной Звезды и «Знак Почёта», а также медалями.